# Lesná (Třebíči járás)
Lesná település Csehországban, a Třebíči járásban. Lesná Štěměchy, Želetava és Předín településekkel határos. Lakosainak száma 91 fő (2024. január 1.).

## Népesség
A település lakosságának változását az alábbi diagram mutatja:
| Lakosok száma | 180  | 232  | 258  | 203  | 129  | 93   | 91   | 93   | 94   | 91   |
|               | 1869 | 1890 | 1921 | 1950 | 1980 | 2001 | 2017 | 2019 | 2022 | 2024 |